# 크산토스 (스타크래프트)
크산토스(영어:Xanthos)는 스타크래프트 2의 종족인 테란의 유닛이다. 스타크래프트 2의 캠페인과 협동전에서만 등장하는 유닛이다.

## 특징
크산토스는 스타크래프트 2에서 새롭게 추가된 유닛으로 테란의 강력한 최종 병기인 유닛이다. 스타크래프트 2의 캠페인과 협동전에서는 최종 보스로도 나오는 유닛이며 전투순양함보다도 더욱 거대한 크기를 가진 테란의 공중 유닛이 된다. 크산토스의 경우도 일반적인 테란의 생산 건물에서 생산할 수 없으며 특수한 경우에서만 생산이 가능한 유닛이다. 크산토스는 강력한 테란의 최종 병기답게 능력치가 높다. 크산토스의 능력치는 체력:1500, 기본 방어력:4에 공격 유형은 2가지의 유형이 존재한다 2가지 공격 유형 중에서 대형 화염방사기 공격은 공대공과 공대지를 모두 공격 가능하고 기본 공격력:20에 경장감을 상대론 40의 추가 피해를 입히는 공격 유형이며 레일건 공격은 공대공과 공대지를 모두 공격 가능하고 기본 공격력:80에 중잡갑을 상대론 160의 추가 피해를 입히는 공격 유형이다. 스타크래프트 2 에디터에서는 크산토스 외에 크산토스 전투순양함이라는 것이 존재하며 외형은 고르곤 전투순양함이지만 크기가 고르곤 전투순양함에 비해서도 엄청나게 큰 것이 특징이다. 스타크래프트 2 에디터를 통해 크산토스를 아군으로 넣고 플레이하면 매우 막강한 테란의 최종 병기로 활용되며 오딘, 로키 등의 다른 테란의 최종 병기와 더불어 막강한 테란의 최종 유닛 조합을 만드는 것도 가능하다.

## 같이 보기
- 스타크래프트
- 테란